# Marcus Atius Balbus
 (décembre 2018).
Si vous disposez d'ouvrages ou d'articles de référence ou si vous connaissez des sites web de qualité traitant du thème abordé ici, merci de compléter l'article en donnant les références utiles à sa vérifiabilité et en les liant à la section « Notes et références ».
Marcus Atius Balbus est un homme politique de la fin de la République romaine, né en 105 et mort en 51 av. J.-C..

## Biographie
Il est le fils et héritier de Marcus Atius Balbus (148 - 87 av. J.-C.) et de Pompeia, sœur de Gnaeus Pompeius Strabo, père de Pompée.
La famille des Atii Balbi (en) est une ancienne famille plébéienne romaine d'Aricie, de rang sénatorial. Le cognomen Balbus » signifie en latin « bègue ».
Le jeune Balbus naît et grandit à Aricie.
Balbus se marie avec Julia Caesaris Minor, la seconde sœur aînée de Jules César. Ils ont au moins deux filles, dont : 
- Atia Balba Caesonia, épouse de Caius Octavius, mère d'Octavia Thurina Minor et d'Auguste.

Il devient préteur en 62 av. J.-C., puis gouverne la province de Corse-Sardaigne. Sous César en 59 av. J.-C., Balbus est nommé en même temps que Pompée dans une commission de vingt membres instituée en vertu de la loi Julia pour distribuer des terres de Campanie entre les plébéiens. Cicéron déclare que Pompée avait dit, comme une blague à propos de son collègue, qu'il n'était pas une personne de quelque importance.